# Хималайски езици
Хималайските езици са подгрупа на Тибето-бирманските езици и са описани от Джеймс Матисоф, чиято класификация се използва от Етнолог.
Основните хималайски езици са тибетски и непал баса. Хималайските езици се говорят в Хималаите, включително Непал, Индия, Бутан, Тибет и други части на Китай.